# چاه بلوچ (دلگان)
چاه بلوچ (دلگان)، روستایی از توابع شهرستان دلگان در استان سیستان و بلوچستان ایران است.

## جمعیت
این روستا در دهستان جلگه چاه هاشم قرار دارد و براساس سرشماری مرکز آمار ایران در سال ۱۳۸۵، جمعیت آن ۲۷ نفر (۶خانوار) بوده‌است.